# Álex Mohamed
Al-Lal Mohamed Amar (Melilla, España, 25 de diciembre de 1957), conocido como Alex, es un exfutbolista español que se desempeñaba como defensa.

## Clubes
| Club                       | País   | Año       |
| -------------------------- | ------ | --------- |
| Real Betis Balompié        | España | 1979-1987 |
| R. C. Recreativo de Huelva | España | 1987-1988 |
| Xerez C. D.                | España | 1989-1991 |
| Polideportivo Ejido        | España | 1991-1992 |